# Муравей (бот)
«Муравей» — парусный бот Каспийской флотилии Российской империи.

## Описание судна
Парусный одномачтовый бот с деревянным корпусом.

## История службы
Бот «Муравей» был спущен со стапеля Абовской верфи в 1847 году, в том же году по внутренним водным путям переведён из Балтийского моря в Астрахань, где вошёл в состав Каспийской флотилии России.
Ежегодно с 1848 по 1854 год выходил в плавания в Каспийское море у персидских берегов. 8 (20) апреля 1851 года бот дежурил в районе Астрабадской станции у Ашур-Аде, во время нападения туркмен на станцию принимал участие в его отражении. Командир бота, лейтенант С. Ф. Дронин, возглавил отряд из 30 матросов, который, высадившись на берег и ударив в штыки, вынудил туркмен отступить. Во время боя погибли двое матросов и ещё 5 были ранены. Со стороны неприятеля погибло 11 человек.
В 1855 году нёс брандвахтенную службу в порту Астрахани, а с 1857 по 1859 год — на Бакинском рейде. По другим данным кампании 1858 и 1859 годов провёл брандвахтой на Ямном рейде.
По окончании службы в 1860 году бот «Муравей» был разобран в Астрахани.

## Командиры судна
Командирами бота «Муравей» в разное время служили:
- лейтенант С. Ф. Дронин (1850—1851 годы)[5][7];
- мичман князь А. Н. Ухтомский (1852 год)[8];
- капитан-лейтенант П. А. Брант (1855 год)[9];
- капитан-лейтенант В. М. Гильдебрант (с 1857 года до июля 1858 года)[10];
- капитан-лейтенант Ю. Е. Комаров (с июля 1858 года до 1859 года)[6].